# City Cup
La City Cup, en anglais The City Cup, est une compétition de football aujourd’hui disparue. Elle se tient chaque année entre 1894 et 1976. Organisée par l'Association irlandaise de football, elle est d’abord connue sous le nom de Dunville Cup. Le trophée de cette compétition est maintenant celui de la coupe de la Ligue d'Irlande du Nord de football.

## Les équipes participantes
La City Cup est avant tout une compétition réservée aux équipes de Belfast, mais tout au long de son histoire elle a accueilli des équipes de toute l’Irlande du Nord voire de Dublin.
Jusqu’en 1900 la compétition est strictement belfastoise. De 1905 à 1911, une équipe de Dublin, le Shelbourne Football Club est invitée. Lors de la saison 1911-1912, ce sont toutes les équipes participantes au championnat d'Irlande qui la disputent. Aux cinq équipes de Belfast s’ajoutent donc le Derry Celtic, Glenavon FC et Shelbourne. En 1912-1913, alors que le championnat passe de 8 à 10 équipes, seules sept d’entre elles disputent la City Cup, les cinq équipes de Belfast plus Glenavon et Shelbourne. De 1913 à sa disparition en 1976, toutes les équipes participantes au championnat d'Irlande du Nord disputent aussi la City Cup.
Entre 1915 et 1919, pendant les années de guerre, la compétition prend le nom de Belfast City Cup et n’a pas d’existence officielle. Pendant la seconde guerre mondiale, la compétition est interrompue.

## Le format
Le format de la compétition a varié tout au long de son histoire. Elle est généralement organisée sur le format d’un championnat, chaque club rencontrant toutes les autres équipes, celle qui obtient le plus de point remportant la compétition.
| Années                            | Nombre de saisons | Format               |
| --------------------------------- | ----------------- | -------------------- |
| 1894-1915, 1919-1940 et 1947-1969 | 64                | championnat          |
| 1969-1970                         | 1                 | Championnat + finale |
| 1970-1971                         | 1                 | Championnat          |
| 1971-1976                         | 5                 | Championnat + finale |

## Palmarès
| Saison    | Vainqueur         |
| --------- | ----------------- |
| 1894/95   | Linfield FC       |
| 1895/96   | Linfield FC       |
| 1896/97   | Glentoran FC      |
| 1897/98   | Linfield FC       |
| 1898/99   | Glentoran FC      |
| 1899/1900 | Linfield FC       |
| 1900/01   | Linfield FC       |
| 1901/02   | Linfield FC       |
| 1902/03   | Linfield FC       |
| 1903/04   | Linfield FC       |
| 1904/05   | Distillery FC     |
| 1905/06   | Belfast Celtic    |
| 1906/07   | Belfast Celtic    |
| 1907/08   | Linfield FC       |
| 1908/09   | Shelbourne FC     |
| 1909/10   | Linfield FC       |
| 1910/11   | Glentoran FC      |
| 1911/12   | Glentoran FC      |
| 1912/13   | Distillery FC     |
| 1913/14   | Glentoran FC      |
| 1914/15   | Glentoran FC      |
| 1915/19   | non disputées     |
| 1919/20   | Linfield FC       |
| 1920/21   | Glenavon FC       |
| 1921/22   | Linfield FC       |
| 1922/23   | Queen's Island FC |
| 1923/24   | Queen's Island    |
| 1924/25   | Queen's Island    |
| 1925/26   | Belfast Celtic    |
| 1926/27   | Linfield FC       |
| 1927/28   | Belfast Celtic    |
| 1928/29   | Linfield FC       |
| 1929/30   | Belfast Celtic FC |
| 1930/31   | Belfast Celtic FC |
| 1931/32   | Glentoran FC      |
| 1932/33   | Belfast Celtic    |
| 1933/34   | Distillery FC     |
| 1934/35   | Derry City FC     |
| 1935/36   | Linfield FC       |
| 1936/37   | Derry City        |
| 1937/38   | Linfield          |
| 1938/39   | Portadown FC      |
| 1939/40   | Belfast Celtic    |
| 1940/47   | Non disputées     |
| 1947/48   | Belfast Celtic    |
| 1948/49   | Belfast Celtic    |
| 1949/50   | Linfield FC       |
| 1950/51   | Glentoran FC      |
| 1951/52   | Linfield FC       |
| 1952/53   | Glentoran FC      |
| 1953/54   | Coleraine FC      |
| 1954/55   | Glenavon FC       |
| 1955/56   | Glenavon FC       |
| 1956/57   | Glentoran FC      |
| 1957/58   | Linfield FC       |
| 1958/59   | Linfield FC       |
| 1959/60   | Distillery FC     |
| 1960/61   | Glenavon FC       |
| 1961/62   | Linfield FC       |
| 1962/63   | Distillery FC     |
| 1963/64   | Linfield FC       |
| 1964/65   | Glentoran FC      |
| 1965/66   | Glenavon FC       |
| 1966/67   | Glentoran FC      |
| 1967/68   | Linfield FC       |
| 1968/69   | Coleraine FC      |
| 1969/70   | Glentoran FC      |
| 1970/71   | Bangor FC         |
| 1971/72   | Ballymena United  |
| 1972/73   | Glentoran FC      |
| 1973/74   | Linfield FC       |
| 1974/75   | Glentoran FC      |
| 1975/76   | Bangor FC         |